# メルボルン市電Z3形電車
Z3形は、オーストラリアのメルボルンの路面電車であるメルボルン市電に在籍する電車。「Z形」と呼ばれる、1970年代以降量産が実施された一連のボギー車の1つで、従来の車両から車体構造や機器が大幅に変更されている。

## 概要
1970年代、当時メルボルン市電を運営していたメルボルン都市圏路面電車委員会（Melbourne and Metropolitan Tramways Board、MMTB）はオーストラリアの鉄道車両メーカーであったコモンウェルス・エンジニアリング、通称「コメンジ」が手掛けるボギー車のZ形を導入し、路線網の近代化を促進していた。その中で1977年、老朽化が進んだW2形の置き換え用としてMMTBは100両の追加車両の入札を実施し、コメンジを含む複数の企業が応じた。その中でコメンジは従来のZ形の構造・方針を変更した上でMMTB側が台車や機器を複数の選択肢から選択可能とする内容を提出し、最終的に同社が選ばれる事となった。そして1978年に締結された契約内容を基に製造が開始されたのがZ3形である。
Z3形は従来のZ形（Z1形、Z2形）と同様に両運転台式のボギー車で車体の基本デザインも共通だが、以下のように構造や機器に関する多数の変更が生じている。
- 前照灯・尾灯の配置変更 - Z1形・Z2形は車体下部に横方向に前照灯や尾灯が並ぶ配置であった一方、Z3形は縦方向に変更された。
- 乗降扉の増設 - Z3形は従来のZ1形・Z2形から扉の数が増え、両側3箇所に設置された。また中央の扉の位置も車体中央部へ移設された。これにより乗客の流動性が改善されている。
- 方向幕の変更 - Z1形・Z2形に導入されながらも故障が相次いだフラップ式方向幕に代わり、Z3形は回転式方向幕が前面に設置された。
- 機器の変更 - Z1形・Z2形はスウェーデンのヨーテボリ市電（スウェーデン語版）に導入されたM28形電車（スウェーデン語版）を基に設計が行われた関係で台車や制御装置はスウェーデンのASEAが製造を手掛けた一方、Z3形は双方ともドイツの企業が生産した機器を用い、ボギー台車はデュワグ、制御装置はシーメンス・AEG製のものが搭載された。これに伴い、制御方式も電機子チョッパ制御方式に変更されている。

1979年から量産が実施され、1984年までに115両（116 - 230）が製造された。製造当初は集電装置にポールが用いられた他中央扉付近に車掌が配置されていたが、後年にワンマン運転へ移行した他、集電装置もシングルアーム式パンタグラフへ交換された。また、塗装についても登場当初は上半分がクリーム色、下半分がオレンジ色というZ形独自の塗り分けを有していたが、1983年以降は他形式と共に黄色がかったクリーム色と緑色を用いたデザインに変更され、メルボルン市電の運営が民間事業者へ移管された後は各事業者の塗装を纏っている。
2013年以降は視認性の向上も兼ねた塗装変更、内装やガラスの修繕、座席の布張りの交換などの更新工事が継続して実施されており、2020年現在も火災で廃車となった1両（149）を除いた114両が各系統で使用されている。

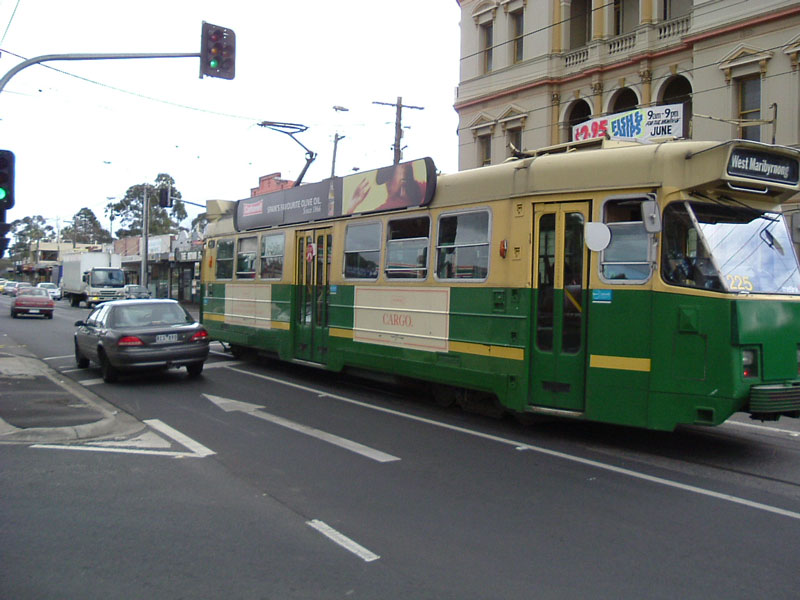
225（1983年以降の塗装、2004年撮影）
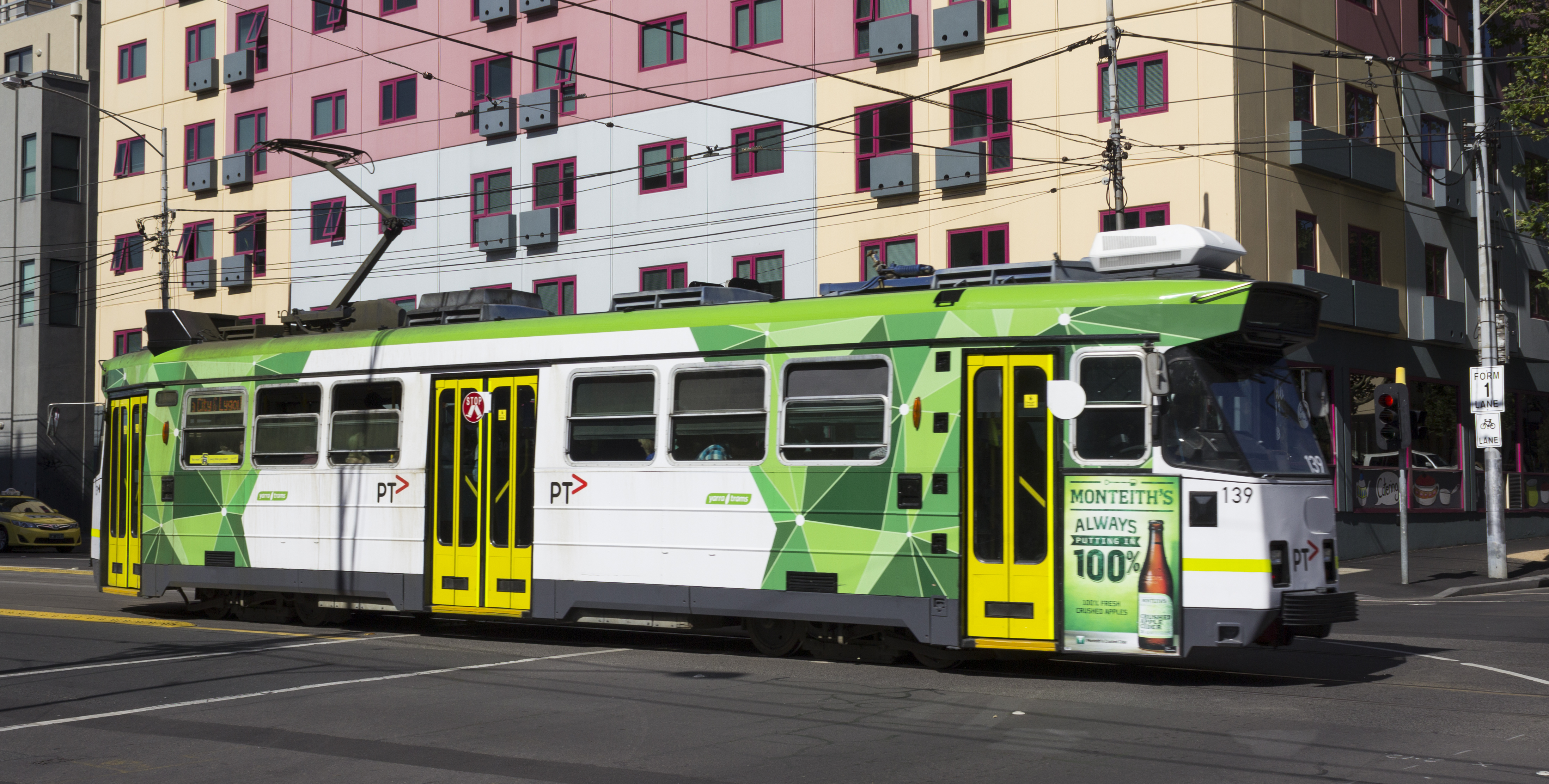
139（更新車、2013年撮影）

## 今後の予定
2025年以降、メルボルン市電には超低床電車のG形（フレキシティ2）が導入される予定であり、高床式電車であるZ3が置き換え対象となっている。

## 参考資料
- John Dunn (2013年4月11日). Comeng : A History of Commonwealth Engineering, Volume 4 : 1977-1985. Rosenberg Publishing. ISBN 978-1922013514。